# Paul Sereno

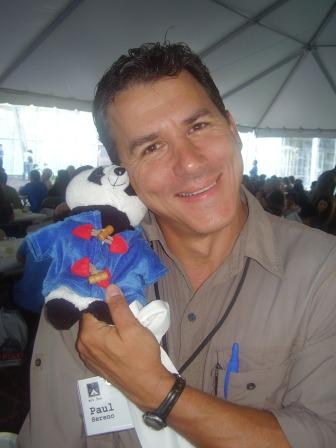
Paul Sereno (2007)

Paul Callistus Sereno (Naperville, 11 oktober 1957) is een Amerikaans paleontoloog. Hij of een van zijn teams ontdekten verschillende nieuwe dinosauriërsoorten, zowel op al bekende vindplaatsen in Mongolië en Argentinië als op nieuwe in Marokko en Niger.  
Sereno, de zoon van een melkboer en een huisvrouw, bracht zijn jeugdjaren door in Naperville, Illinois bij Chicago. Als kind wilde hij kunstenaar worden — hij illustreert zijn artikelen nog vaak zelf — maar hij veranderde zijn carrièreplannen toen hij als kunststudent bij de Northern Illinois University, het American Museum of Natural History in New York bezocht en gefascineerd raakte door de aldaar tentoongestelde fossielen. Hij ging toen ook biologie studeren en behaalde daarna een doctoraat geologie bij de Columbia University. Sereno kwam al snel tot het besef dat de Amerikaanse dinosauriërfauna vrij goed bekend was maar in de rest van de wereld nog hele gebieden onontgonnen lagen. In 1984 lukte het hem als student om financiële ondersteuning te krijgen voor een reis rond de wereld waarbij hij musea en vindplaatsen bezocht in onder andere Europa, Siberië, Mongolië en China. Na zijn doctoraat ging hij een tijdje voor het AMNH werken; in 1987 kwam hij in dienst bij de Universiteit van Chicago. In 1988 werd hij bekend toen hij in Argentinië de eerste schedel van Herrerasaurus vond; in 1991 ontdekte hij daar Eoraptor. In Marokko vond hij in 1995 de eerste goede schedel van Carcharodontosaurus en een fossiel van Deltadromeus. Hij is tegenwoordig professor aan de Universiteit van Chicago.
Het bekendst is de vondst van een bijna volledig skelet van de reusachtige fossiele krokodilachtige Sarcosuchus imperator in de Tenerewoestijn in Niger, waar tijdens expedities in 1993 en 1997 ook Afrovenator, Jobaria en Suchomimus door hem opgegraven werden.
Behalve een succesvol veldwerker is Sereno ook een belangrijk theoreticus die de methode van de kladistiek bevorderd en verder ontwikkeld heeft en vele definities van dinosauriërgroepen op zijn naam heeft staan.
Sereno staat bekend om zijn jeugdige uiterlijk en werd in 1997 door het blad People verkozen op de 50 Most Beautiful People List, de lijst van 's-werelds vijftig mooiste mensen. Zijn tweede naam, die "de zeer schone" betekent, is dan ook zeer toepasselijk gebleken.

## Soorten voor het eerst door Sereno beschreven
- Eoraptor
- Afrovenator
- Deltadromeus
- Jobaria
- Suchomimus